# NickMom
NickMom ist ein Programmblock auf dem US-Fernsehsender Nickelodeon Junior für Mütter, die mit Nickelodeon aufgewachsen sind.

## Geschichte
Am 1. Oktober 2012 startete der Programmblock NickMom auf den US-Fernsehsender Nick Jr. und ist immer von 21:00 bis 1:00 Uhr zu sehen.

## Serien
- The New Adventures of Old Christine
- Instant Mom
- Parental Discretion With Stefanie Wilder-Taylor
- She is having a Baby
- Take Me To Your Mother
- Wendell & Vinnie
- Yes, Dear

## Sendezeiten
|                          | 06:00 Uhr    | 21:00 Uhr | 01:00 Uhr    |
| ------------------------ | ------------ | --------- | ------------ |
| seit dem 1. Oktober 2012 | Nick Jr. USA | NickMom   | Nick Jr. USA |